# Södra Tang
Södra Tang (南唐, Nán Táng) var ett av de tio kungadömena i Kina under tiden för De fem dynastierna och De tio rikena. Riket grundades ur staten Wu år 937 och uppgick i Songdynastin 975. Rikets territorium motsvarar södra delen av dagens Anhui och södra Jiangsu även stora delar av Jiangxi, Hunan och östra Hubei.
Riket grundades av Li Bian som var styvson till Yang Xingmi (som grundade staten Wu). Li Bian påstår sig vara ättling till familjen Li som styrde den tidigare Tangdynastin (618–907) och ändrade därför namnet på riket från Wu till Södra Tang.
Rikets andra regent, Li Jing, expanderade riket på bekostnad av de närliggande staterna Min och Chu och byggde en helt ny huvudstad vid dagens Nanjing. Från år 958 blev Södra Tang en lydstats under Senare Zhou tills att Songdynastin slutligen erövrade riket 975.